# سانتي فيلا
سانتي فيلا (بالإسبانية: Santi Vila Vicente)‏ هو مؤرخ وشخصية أعمال وسياسي إسباني، ولد في 15 مارس 1973 في إسبانيا. حزبياً، نشط في حزب التقارب الديمقراطي في كتالونيا ( – 2016) وCatalan European Democratic Party ‏ (2016 – 20 يونيو 2018) ويسار كتالونيا الجمهوري (1991 – 1995).

## مناصب
- انتخب Minister of Territory and Sustainability of Catalonia ‏ (27 ديسمبر 2012 – 14 يناير 2016).
- انتخب Minister of Culture of the Generalitat of Catalonia  [لغات أخرى]‏ (14 يناير 2016 – 5 يوليو 2017).
- انتخب Minister of Knowledge and Enterprises of the Generalitat of Catalonia ‏ (3 يوليو 2017 – 26 أكتوبر 2017).
- انتخب mayor of Figueres  [لغات أخرى]‏ (2007 – 2012).
- انتخب city councillor of Figueres ‏ (1999 – 2012).
- انتخب عضو البرلمان الكاتالوني ‏ عن دائرة Girona (Parliament of Catalonia constituency) [الإنجليزية]‏ (10 نوفمبر 2006 – 12 فبراير 2013).

## وصلات خارجية
- سانتي فيلا على موقع IMDb (الإنجليزية)

- الموقع الرسمي